# Crnuzi
Crnuzi (en serbe cyrillique : Црнузи) est un village de Serbie situé dans la municipalité de Priboj, district de Zlatibor. Au recensement de 2011, il comptait 925 habitants.

## Démographie

### Évolution historique de la population
| 1948 | 1953 | 1961 | 1971 | 1981 | 1991 | 2002 | 2011 |
| ---- | ---- | ---- | ---- | ---- | ---- | ---- | ---- |
| 383  | 380  | 472  | 383  | 515  | 434  | 445  | 925  |

|  |